# Венецианская Албания

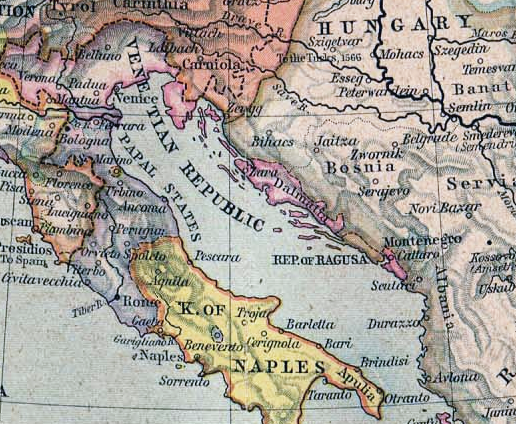
Венецианская республика в 1560 году — «Albania Veneta» показана как розовая область вокруг «Cattaro» (Котора).

Венецианская Албания (итал. Albania Veneta) — название территории, которой владела Венецианская республика в южной Далмации с 1420 по 1797 год.
Первоначально она включала прибрежную территорию современной северной Албании и побережье Черногории, но после османского завоевания в 1571 году северная Албания и южная Черногория были потеряны.

## Название и география
Слово «Veneta» для названия Albania veneta использовалось чтобы отличать эту территорию от Оттоманской Албании (итал. Albania Ottomana), простирающийся от Косова до южной Албании.
Владения Венеции в этом регионе простирались от южных границ Республики Рагуза (Дубровницкой республики) до Дураццо (Дуррес) на побережье Албании.
Венецианские владения никогда не располагались дальше 20 км от Адриатического моря. После 1573 года южный рубеж сместился к деревне Куфин, недалеко от Будвы, в связи с завоеванием Оттоманской империей Бара и Улциня.
Венецианские территории были расположены вокруг Которского залива и включали города Котор, Рисан, Пераст, Тиват, Херцег-Нови, а также Будва и Сутоморе.

## История
Венеция периодически управляла южными далматинскими деревнями. Венецианцы быстро ассимилировали далматский язык на венецианский диалект. Территории вокруг Котора находились под властью Венеции с 1420 по 1797 годы и были названы венецианской Албанией.
Когда Османская империя завоевывала Балканы в XV веке, христианское население в Далмации сильно увеличилось.
После завоевания Наполеоном Венецианской Республики в 1797 году, область венецианской Албании стала частью Наполеоновского Королевства Италия, а затем в 1809 году была включена во французские Иллирийские области. В 1814 году они были включены в состав Австрийской империи.

## Население
Албанцы жили на юге Albania veneta вокруг Улциня и Дурреса. Земли вокруг Котора были заселены славянами и итальянцами и были в основном католическими.

## Писатели периода Венецианской Албании
Писатели с XV по конец XVIII века.
- Джованни Бона де Болирис
- Ludovico Pasquali